# Miasto z morza (film)
Miasto z morza – polski fabularny film historyczny. Opowiada o Gdyni od momentu, gdy ta nie ma jeszcze praw miejskich (1923) do chwili, gdy takowe już dostaje (1926). Autorem scenariusza i reżyserem filmu jest Andrzej Kotkowski.
Film jest adaptacją pierwszej części „Wiatr od lądu” trzyczęściowej powieści Tak trzymać (1974–1977) Stanisławy Fleszarowej-Muskat.

## Opis fabuły
Główny bohater Krzysztof Grabień (Strzelecki) przyjeżdża do Gdyni by wziąć udział w budowie portu, gdzie zaprzyjaźnia się z Wołodią Jazowieckim (Domagała). Tam poznaje też Kaszubkę graną przez Julię Pietruchę. Zakochuje się w niej z wzajemnością.

## Obsada
- Jakub Strzelecki − Krzysztof Grabień
- Julia Pietrucha − Łucka Konka
- Małgorzata Foremniak − Pani Helena
- Olgierd Łukaszewicz − Tadeusz Wenda
- Paweł Domagała − Wołodia Jazowiecki
- Piotr Polk − Lebrack
- Zdzisław Wardejn − Jazowiecki
- Marian Dziędziel − Augustyn Konka
- Andrzej Grąziewicz − Jan Radtke, wójt Gdyni
- Ryszard Chlebuś − pasażer pociągu
- Dariusz Siastacz − mężczyzna szukający pracy
- Igor Michalski − Grinsman, redaktor "Gazety Gdańskiej"
- Michał Rolnicki − Niemiec
- Krystian Wieczorek − oficer grający w pokera
- Krzysztof Gordon − ksiądz major
- Sławomir Holland − majster Kulesza
- Mariusz Słupiński − Seweryn
- Mateusz Banasiuk − Niemiec
- Artur Janusiak − konduktor w pociągu
- Krzysztof Janczar
- Krzysztof Kluzik

## Zdjęcia
- Gdańsk, Gdynia, Sopot, Kluki, Hel, Wejherowo, Żukowo, Łeba.